# Klaus-Peter Schöppner
Klaus-Peter Schöppner (* 1949 in Münster) ist ein deutscher Meinungsforscher. Er war von 1990 bis 2013 Geschäftsführer von TNS Emnid.

## Leben
Von 1968 bis 1973 studierte er Psychologie, BWL und Publizistik an der Westfälischen Wilhelms-Universität Münster. Von 1973 bis 1975 war er Stipendiat des RKW Hessen (Rationalisierungs- und Innovationszentrum der Wirtschaft e.V), im Ausbildungsprogramm „Qualifizierte Marktforscher“, das er 1975 abschloss. Von 1975 bis 1990 war er Studienleiter, Bereichsleiter Politik- und Sozialforschung und schließlich stellvertretender Geschäftsführer am Emnid-Institut, bevor er 1991 Geschäftsführer wurde. In dieser Eigenschaft moderierte er von 1995 bis 2004 eine eigne TV-Sendung auf n-tv. 2013 schied er altersbedingt bei Emnid aus und gründete sein eigenes Beratungsunternehmen Mentefactum. Des Weiteren ist er im Kuratorium des Deutsch-Aserbaidschanischen Forums.
Schöppner ist einer Autoren des Autorenblogs CARTA, das 2009 den Grimme Online Award erhielt.

## Publikationen
- Jugend in Europa : ihre Eingliederung in die Welt der Erwachsenen ; eine vergleichende Analyse zwischen der Bundesrepublik Deutschland, Frankreich und Großbritannien ; 7. Untersuchung zur Situation der Jugend, anlässl. "75 Jahre Shell in Deutschland" / durchgeführt vom EMNID-Inst. für Meinungs- u. Marktforschung. [Hrsg. vom Jugendwerk d. Dt. Shell]. Bearb. von Viggo Graf Blücher in Verbindung mit Klaus-Peter Schöppner 1977
- Sächsische Meinungsbilder : die ersten Jahre Freistaat Sachsen im Spiegel der Demoskopie / Klaus-Peter Schöppner; Michael Sagurna. Hrsg.: Otto Altendorfer. 1. Aufl. Inst. für Kommunikation, Medienforschung und -technik, Mittweida/Sachsen 1995, Bd. 1, ISBN 3-9804736-0-0